# 索布拉迪紐 (巴伊亞州)
索布拉迪纽是巴西巴伊亚州的一个市镇。总面积1322.661平方公里，总人口21410人，人口密度16.2人/平方公里。